# Portemine
Pour les articles homonymes, voir Critérium.

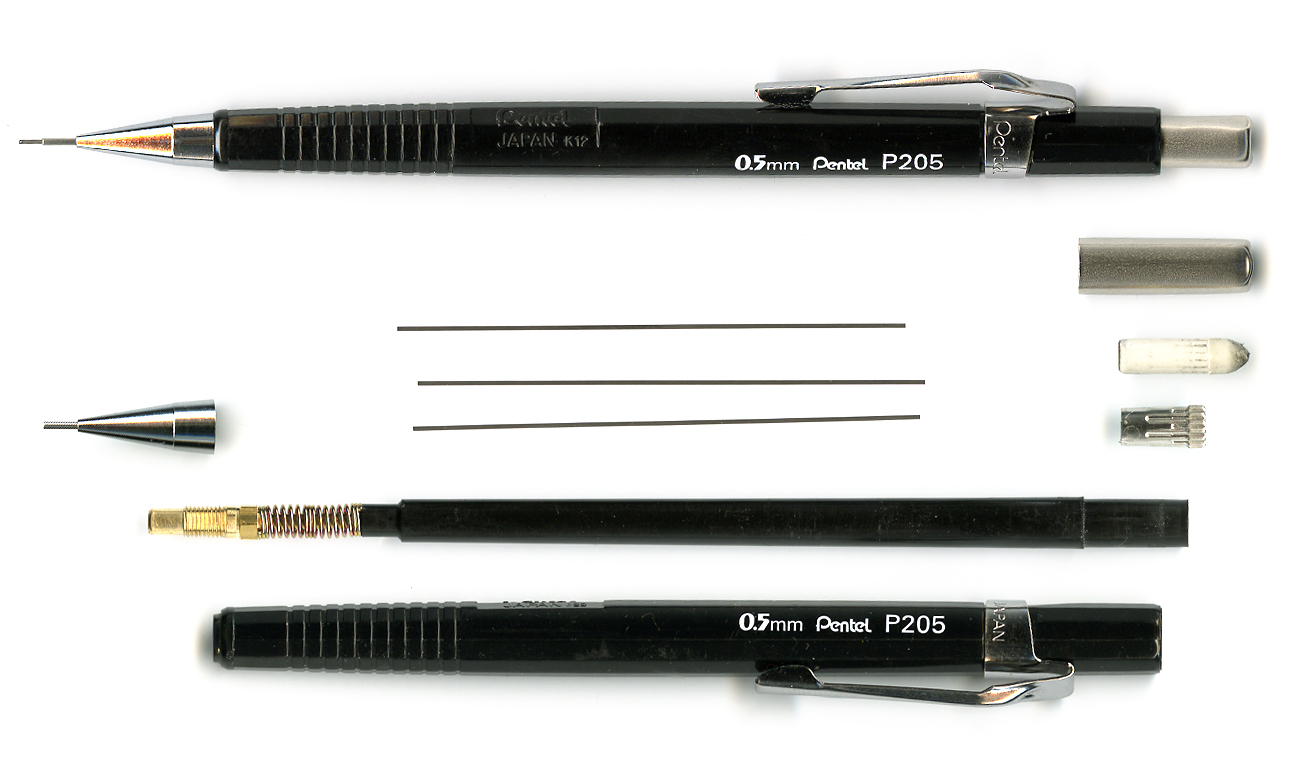
Un Pentel Sharp désassemblé.

Un portemine (également orthographié porte-mine), pousse-mine (surtout au Québec, où l'usage de ce mot prévaut), crayon à mine, crayon mécanique, crayon automatique ou critérium, est un instrument pour écrire qui utilise des mines comme un crayon mais n'ayant pas besoin d'être taillé si la mine est très fine (inférieure à 1 mm) et pouvant généralement être rechargé. En France, le nom de la marque Criterium (sans accent) — propriété de Bic depuis 1983 — est passé dans le langage courant pour désigner un portemine. La mine est glissée dans un tube en forme de crayon et retenue par un dispositif mécanique ou automatique qui permet de la pousser au fur et à mesure de son usure.
Ce système a été breveté en Angleterre en 1822 par Sampson Mordan (en) et Gabriel Riddle,. La plupart des modèles possèdent une gomme à effacer rechargeable et certains un taille-mine incorporé dans leur bouton poussoir amovible. Il existe des portemines jetables, et d'autres où la mine peut être remplacée ; dans ce cas, le portemine intègre souvent une réserve de mines.

## Historique
Le portemine a été breveté pour la première fois en Angleterre en 1822 par Sampson Mordan (en) et Gabriel Riddle, d’où l’estampillage « SMGR » qui figure sur les premiers portemines Mordan,. Sampson Mordan continua à produire des crayons et d’autres objets en argent jusqu’à la Seconde Guerre mondiale lorsque son usine fut bombardée.
Entre 1820 et 1873, plus de 160 brevets ont été déposés concernant toutes les améliorations possibles à apporter au portemine.
Le premier portemine à ressort fut breveté en 1877 et un mécanisme de recharge développé en 1895. La mine de 0,9 mm fut introduite en 1938, suivie des versions 0,7, 0,5 et 0,3 mm. Il existe également des portemines de 1,4 mm, ou pour le dessin de 5 et 7 mm et d'autres également adaptés au fusain.
Au Japon, il faut attendre 1915 pour voir le portemine connaître un relatif succès, après des améliorations apportées par Tokuji Hayakawa, un ouvrier métallurgiste qui venait de finir son apprentissage. Il invente un crayon mécanique commercialisé sous le nom de « Ever-Ready Sharp » (le crayon toujours bien taillé). Le succès est mitigé. Le 1er septembre 1923, le Grand séisme de Kanto anéantit l'usine Brothers Hayakawa où le crayon est fabriqué. Le brevet du crayon est vendu à une entreprise de papeterie d'Osaka : Nihon Bungen Seizo.

Hayakawa s’installe aussi à Osaka en décembre 1923 où il développe une fabrique de radios qui prendra son nom définitif tiré du portemine, la Sharp Corporation (« Sharp » voulant dire « pointu », dans le sens de « taillé »).

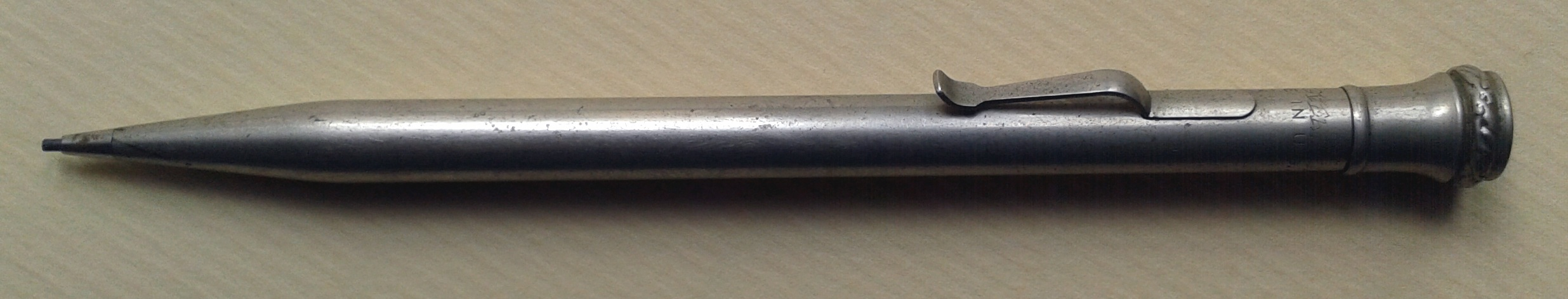
l'Eversharp de Charles R. Keeran

Dans le même temps, en 1915, en Amérique, Charles R. Keeran, originaire de Bloomington, dans l’Illinois, inventeur et entrepreneur, développe un crayon similaire, « l'Eversharp », associé à la Wahl Adding Machine Company qui l'évincera en 1917,. L'Eversharp est le précurseur de la plupart des portemines actuels. Le mécanisme développé par Keeran était basé sur des cliquets/rochets alors que celui de Hayakawa l’était sur des vis.

Ces deux principes sont souvent combinés en un seul.

## Types

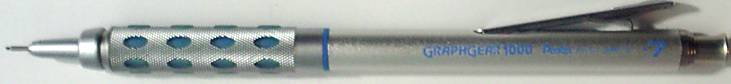
Portemine à corps métallique.

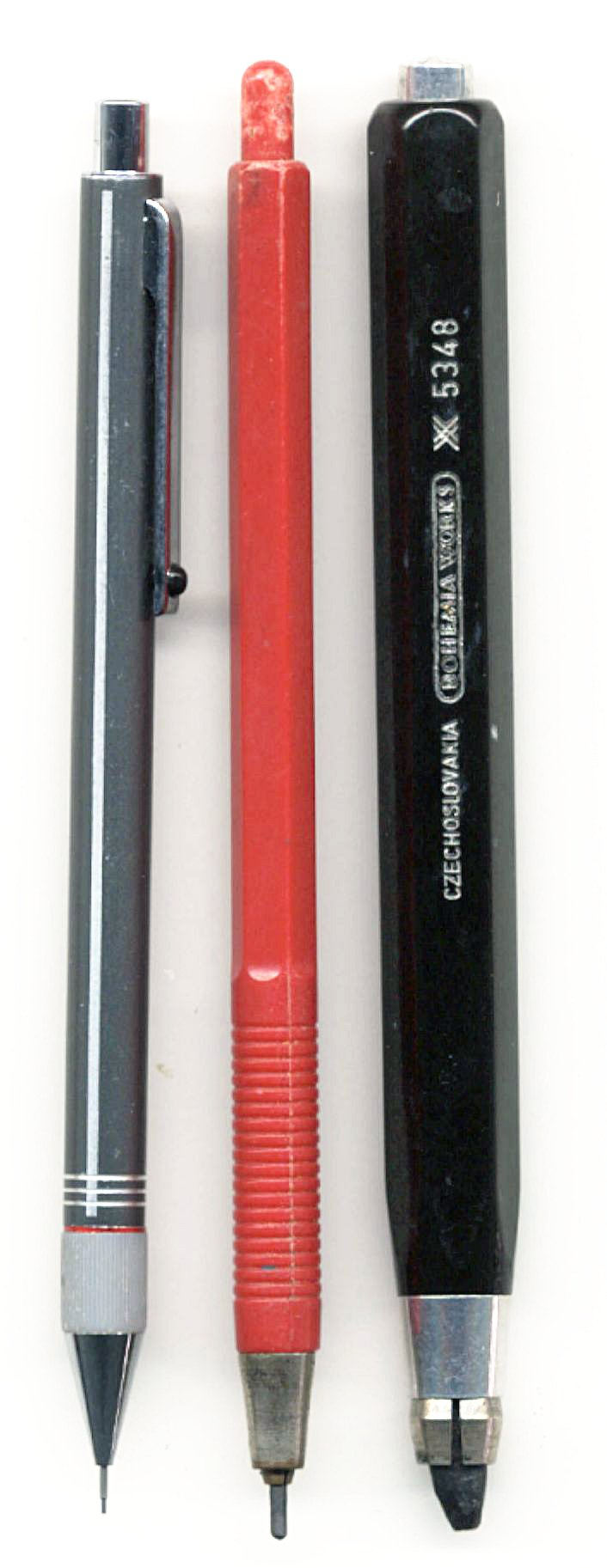
Porte-mines Olowk, le plus gros est un portemine à embrayage, adapté aux beaux-arts.

Il existe plusieurs types de portemine :
- Les portemines à cliquet/rochet : La mine est retenue dans une bague par un système de cliquets empêchant cette dernière de « remonter » lorsque l’on écrit. Lorsque l’utilisateur actionne le mécanisme en pressant sur le bouton situé au bout ou sur le côté du portemine, la bague avance avec la mine à l’intérieur du crayon. Lorsque l’utilisateur relâche la pression sur le bouton, le système de cliquet désolidarise la mine de la bague, permettant ainsi à cette dernière de retrouver sa position initiale sans entraîner la mine avec elle.
  - Une variante consiste à remplacer l’action de l’utilisateur sur le bouton par des poids situés à l’intérieur du crayon. Un mouvement de va-et-vient fait coulisser la mine.
  - Dans une autre variante, les cliquets ne sont là que pour empêcher la mine de revenir en arrière, l’avance de la mine est due à la gravité, seuls les frottements l’empêchent de sortir entièrement du crayon.
- Les portemines à vis pour lesquels, en actionnant une vis, on fait descendre un piston à l’intérieur du corps du crayon, poussant ainsi la mine vers le bas, la faisant sortir.
- Les portemines à vis pour lesquels la mine avance par simple friction avec la vis.
- Les portemines à bouchon tournant dans lesquels la mine avance quand on tourne le bouchon situé au bout du crayon. La plupart d’entre eux ont un mécanisme de blocage unidirectionnel permettant à la mine d’être repoussée à l’intérieur du crayon.

La plupart des portemines sont réutilisables, il suffit de remplacer la mine. Certains portemines bon marché, particulièrement ceux à vis, sont à usage unique.

### Portemine à embrayage

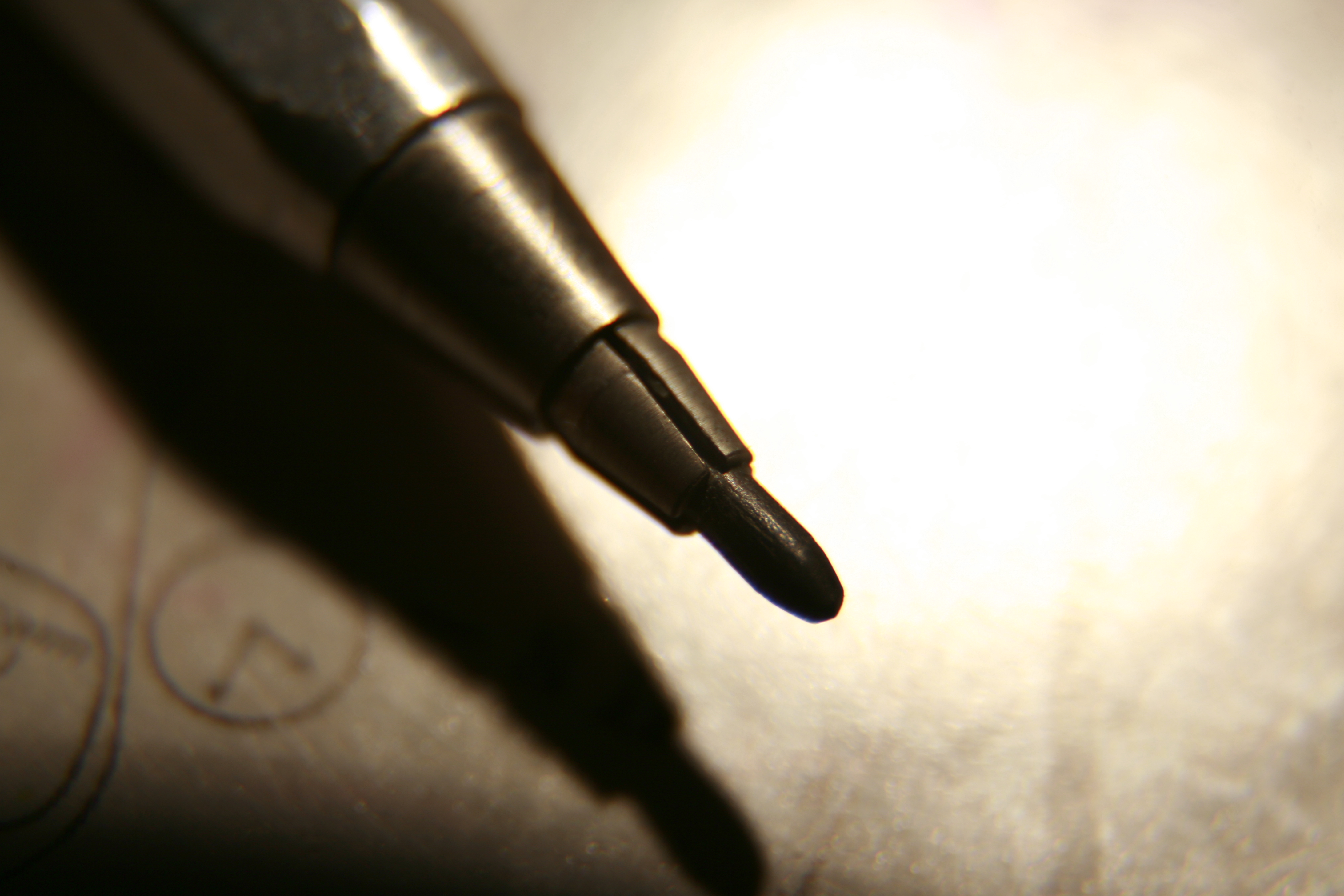
Portemine à « embrayage » Criterium.

Mécanisme d’embrayage.

Les portemines à « embrayage » sont utilisés pour des mines de 0,5 à 5,6 mm. En actionnant le poussoir situé au bout du crayon, on desserre les « griffes » situées à l’autre bout, permettant à la mine de coulisser librement et de sortir. Le premier brevet est déposé par Caran d'Ache en 1929 sous la marque « Fixpencil ». Les modèles de la marque Criterium (sans accent) -  créés par la fabrique de crayons Gilbert en 1939 - utilisa ce principe en l'améliorant. Les modèles Criterium à mine de 2 mm et plus ont un taille-mine incorporé dans leur bouton poussoir amovible. La marque Criterium a été rachetée en 1960 par Conté qui popularisa le nom Criterium pour tout type de portemine. En 1983 Conté est rachetée à son tour par Bic qui continue d'utiliser la marque Criterium pour ses portemines haut de gamme.

## Fabricants
- Bic, sous les marques Bic Matic et Criterium
- Caran d'Ache
- Faber-Castell
- Koh-i-Noor Hardtmuth
- Lamy
- Paper Mate
- Parker
- Pentel
- Pilot Pen Corporation
- Raymond Geddes
- Rotring
- Staedtler
- Tombow (en)
- TOZ-Penkala (en)
- Uni-ball
- Waterman
- Zebra

## Mines
Les mines utilisées dans les portemines peuvent avoir les diamètres suivants :
- 0.30 mm
- 0.35 mm
- 0.5 mm
- 0.7 mm
- 0.9 mm
- 1 mm
- 1.4 mm
- 2 mm
- 2.8 mm
- 3.8 mm
- 5 mm
- 5.5 mm
- 5.6 mm

Les mines noires sont appelées mines graphite. Elles sont classées selon une échelle de dureté créée en 1939 par Lothar von Faber.